# Ченцзигоу
ГЕС Ченцзигоу (橙子沟水电站) — гідроелектростанція в центральній частині Китаю у провінції Ганьсу. Знаходячись між ГЕС Dayuanba (26 МВт, вище по течії) та ГЕС Мяоцзяба, входить до складу каскаду на річці Байлун, правій притоці Цзялінцзян, яка, своєю чергою, є лівою притокою Цзіньші (верхня течія Янцзи).
У межах проекту річку перекрили комбінованою греблею заввишки 19 метрів, яка включає розташовану в руслі бетонну ділянку довжиною 66 метрів та лівобережну кам'яно-накидну секцію схожої протяжності. Вона утримує невелике водосховище з об'ємом 2,8 млн м3, в якому припустиме коливання рівня поверхні під час операційної діяльності між позначками 890,5 та 891,5 метра НРМ (під час повені — до 893 метрів НРМ).
Зі сховища через правобережний гірський масив прокладено дериваційний тунель довжиною 17,2 км, виконаний у діаметрах 10,5 та 12,3 метра (в залежності від типу порід). На завершенні він сполучений із вирівнювальним резервуаром, верхня частина якого має висоту 41 метр та діаметр від 32 до 38 метрів, а нижня при такій же висоті має діаметр у 18 метрів. До машинного залу ресурс подається через три сталеві водоводи діаметром по 5 метрів.
Основне обладнання станції становлять три турбіни типу Френсіс потужністю по 38,3 МВт, які використовують напір до 62 метрів (номінальний напір 50 метрів) та забезпечують виробництво 463 млн кВт-год електроенергії на рік.